# Port lotniczy Uru Harbour
Port lotniczy Uru Harbour (IATA: ATD, ICAO: AGAT) – port lotniczy położony w Atoifi, na wyspie Malaita (Wyspy Salomona).